# Glazbena škola
Glazbena škola je osnovnoškolska ili srednjoškolska ustanova u kojoj se poučava prema načelima glazbene pedagogije u svrhu razvoja izvedbenih vještina (sviranja, pjevanja) i stjecanja glazbenoteorijskog i muzikološkog znanja odnosno obrazovna ustanova za stjecanje temeljne glazbene naobrazbe. Osnovne glazbene škole u svojem programu najčešće nude nastavu raznorodnih glazbala, solfeggia, kao osnove za srednjoškolske teorijske predmete (harmoniju, polifoniju, glazbene oblike), a koji uključuje i muzikološke i glazbenopovijesne sastavnice, orkestar, komorno muziciranje i zborsko pjevanje
Posebni oblici srednjoškolskih glazbenih ustanova jesu konzervatoriji. Visokoškolska naobrazba stječe se na glazbenoj akademiji ili visokoj glazbenoj školi (njem. Hochmusikschule). Zaseban oblik glazbenih škola jesu one za darovitu djecu, djecu koja pokazuju iznadprosječan stupanj glazbene inteligencije.